# Setnik
Setnik to:
- dowódca oddziału wojskowego, składającego się ze stu osób[1]:
  - centurion dowodzący centurią w armii rzymskiej,
  - dowodzący sotnią w armii kozackiej,
  - dowodzący setką piechoty wybranieckiej w wojsku polskim (XVI-XVII w.),
  - dowódca stu konnych w armii Czyngis-Chana,
- urzędnik na Hetmańszczyznie, dowódca sotni – jednostki administracyjno-wojskowej.